# Genealogiae
Genealogiae ist der Titel eines mythologischen Handbuchs, das in der Neuzeit erstmals unter dem Titel Fabulae gedruckt wurde. Als sein Verfasser wurde vom Herausgeber der Editio princeps C. Iulius Hyginus genannt, den man zum Teil auch heute noch mit dem augusteischen Grammatiker Gaius Iulius Hyginus identifizieren möchte. Andere sehen in ihm einen späteren Mythographen, der in der Forschung den Namen Hyginus Mythographus erhielt. Die Genealogiae sind mit einem weiteren Werk verknüpft, dem ebenfalls von Hyginus verfassten astronomischen Lehrbuch De astronomia.

## Überlieferungsgeschichte
Die einzige erhaltene Handschrift der Genealogiae wurde 1535 von dem deutschen Renaissance-Humanisten Jakob Micyllus in einem Codex des Domkapitels von Freising, dem Codex Frisingensis 237, entdeckt und in Basel bei Johannes Hervagius unter dem Titel C. Iuli Hygini Augusti liberti fabularum liber gedruckt. In der Folge ging die im 9. Jahrhundert angefertigte Handschrift verloren, doch wurden zwei Fragmente 1864 und 1942 wiederentdeckt. Aus ihnen geht hervor, dass die Übertragung durch Micyllus recht frei war und nicht dem Wortlaut der Handschrift folgte.
Darüber hinaus liegt eine Übertragung ins Griechische aus dem Jahr 207, während des Konsulats von Lucius Annius Maximus und Gaius Septimius Severus Aper verfasst, im dritten Teil der pseudo-dositheanischen Hermeneumata vor. Dieses zweisprachige Exzerpt nennt das Werk „die jedem bekannte Genealogia des Hyginus“. Doch weicht es inhaltlich, trotz aller bestehenden Übereinstimmung, nicht unerheblich ab. Deutlich wird durch dieses Exzerpt einerseits der unterschiedliche Redaktionsstatus des zugrundeliegenden Werkes, dessen von Micyllus ediertes Manuskript folglich Ergebnis zahlreicher Modifikationen war. Andererseits wirft das Exzerpt die Frage auf, in welcher Sprache die Genealogiae ursprünglich verfasst wurden.
Auffällig an der Fassung des Pseudo-Dositheos ist, dass er bei den größeren Stücken, die direkt mit dem „Micyllus“ übereinstimmen, zwar Inhalt und erzählerische Abfolge beibehält, die lateinische Fassung in Wortwahl und Satzbau aber ganz eigenständig ist. Die Qualität des Latein bleibt dabei deutlich hinter der des Micyllus-Textes zurück. Für denkbar hielt man eine Urfassung in griechischer Sprache, doch lässt sich die Frage bei der bestehenden Beleglage nicht beantworten. Wenn nicht die Autorenschaft, so ist eine Redaktion durch einen lateinisch sprechenden Römer dennoch wahrscheinlich. Hierfür sprechen nicht zuletzt gravierende Übersetzungsfehler, die in fabulae 186 Melanippe zur Tochter eines Desmontes machen, weil das Adjektiv im Titel der Euripidestragödie Μελανίππη Δεσμῶτις (Melaníppe Desmotis „Die gefesselte Melanippe“) als Patronym aufgefasst wurde.

## Aufbau und Inhalt
Das überlieferte Werk gliedert sich in drei Teile. Es beginnt mit einer sehr knappen, stichpunktartigen Genealogie der griechischen Götter und Heroen. Sie hebt an mit dem Nebel (Caligo), aus dem das Chaos geboren wurde, und endet mit der Geburt des Geryon als Sohn des Chrysaor und der Okeanide Kallirhoe.
Daran schließen sich 220 kurze, bisweilen Kapitel übergreifende Darstellungen zur meist griechischen Mythologie an – die eigentlichen fabulae. Beschlossen wird das Werk von 57 Kapiteln, den sogenannten Indices. Deren Zählung folgt jener der fabulae, zu denen sie Hinweise unter thematischen Gesichtspunkten liefern. Hier werden etwa Erfinder und ihre Erfindungen, Begründer antiker Agone, Gründerheroen und ihre Städte oder die Sieben Weltwunder kurz zusammenfassend dargestellt. Viele der Indices bieten Zusammenstellungen von Gewaltverbrechen unter dem Gesichtspunkt des Verwandtschaftsverhältnisses: Frauen, die ihre Söhne, Männer, die ihre Frauen umgebracht haben, und viele mehr. Neben historischen finden sich dort auch mythologische Einschübe.
Aus dem Inhaltsverzeichnis, das dem pseudo-dositheanischen Exzerpt vorangestellt ist, geht hervor, dass die im „Micyllus“ erhaltenen fabulae nicht vollständig sein können, dass also Teile des Werks fehlen. Darüber hinaus ist nachweisbar, dass im Archetypus durch Vertauschung von Blättern die Reihenfolge der Fabeln verderbt ist. So bricht die Erzählung in Fabel 137 (Merope) plötzlich ab, um in Fabel 184 b (eigentlich Pentheus et Agave und heute meist in 137 integriert) wieder aufgenommen zu werden. Auch innerhalb der Indices gibt es derartige Unstimmigkeiten, wenn zwischen die „Erfinder und ihre Erfindungen“ (fabulae 274) und die „ersten Erfinder“ (fabulae 277) zwei Kapitel über die Stadtgründer und über die größten Inseln eingeschoben wurden.
Hyginus selbst gibt in seinem Lehrbuch De astronomia einen Hinweis auf sein Werk, der drei Informationen enthält. Im zweiten Buch der Astronomia schreibt er anlässlich einer Erörterung zu den Graien, er habe darüber im ersten Buch der Genealogiae geschrieben. Demnach geht der Werkstitel Genealogiae bereits auf Hyginus zurück. Außerdem war die Schrift ursprünglich in Bücher eingeteilt, was der Umfang des erhaltenen Textes nahelegt, da er den gewöhnlichen antiken Buchumfang übersteigt. Inwieweit die gliedernden Überschriften auf den Autor zurückgehen, ist unklar. Zudem dokumentiert auch diese kurze Notiz den Verlust von Inhalten, denn von Graien handeln die fabulae nicht, lediglich ihre Namen werden ohne weitere Ausführung in der genealogischen Einleitung genannt.
Inhaltlich behandeln die fabulae fast ausschließlich Themen der griechischen Mythologie, die einem lateinisch sprechenden Publikum nahegebracht werden sollen. Für viele Mythen bieten sie Kurzfassungen, in denen oft selten oder nicht überlieferte Varianten dargestellt werden. Sehr selten klingen römische Themen an, am ehesten noch in den Indices, die Romulus und Remus oder die von Vergil überlieferte Geschichte von Camilla, der Tochter des Volskerkönigs Metabus, erwähnen. Da sie wie Tullia die Jüngere oder Lucretia oft am Ende einer Liste stehen und sie in den fabulae selbst nicht auftauchen, ist unsicher, in welchen Fällen hier spätere Hinzufügungen vorliegen können.
Mit fabulae 220 liegt jedoch eine rein römische Fabel vor, die von der Schaffung des Menschen berichtet und in der etymologischen Erklärung mündet, der Mensch (lateinisch homo) sei nach der Erde (humus), aus der er gemacht sei, benannt. Römische Perspektive zeigt sich auch im Mythos von Phoenix, wenn der Autor Phoenix zum Namensgeber für die nordafrikanischen Poeni, also Karthager, macht, während der griechische Mythos Phoenix mit Phönizien verbindet.

## Verfasserfrage
Jakob Micyllus veröffentlichte das Werk unter dem Namen des augusteischen Grammatikers Gaius Iulius Hyginus. Mit den philologischen Untersuchungen seit dem frühen 19. Jahrhundert wurde dies zunehmend in Frage gestellt. Stattdessen verwendete man den Namen Hyginus Mythographus für den Verfasser, dessen Wirken man in das späte 1. oder die erste Hälfte des 2. Jahrhunderts datierte und dessen Name Hyginus durch sein vielfach rezipiertes De astronomia gesichert ist. Zwischen diesen beiden Positionen schwankt die Forschungsdiskussion bis heute überwiegend. Während in den letzten Jahrzehnten ein Teil der Philologen zu einer Zuweisung an Gaius Iulius Hyginus zurückkehrte, vertritt ein anderer Teil weiterhin die Datierung in das 2. Jahrhundert und trennt die Genealogiae von dem Grammatiker. Eine dritte Gruppe sieht in dem erhaltenen Werk das Ergebnis zahlreicher Autoren, die es über einen längeren Zeitraum in die vorliegende Form gebracht haben.

## Ausgaben und Übersetzungen
Editio princeps
Jacob Micyllus: C. Ivlii Hygini Avgvsti Liberti Fabvlarvm Liber, Ad Omnivm poëtarum lectionem mire necessarius & antehac nunquam excusus. Eivsdem Poeticon Astronomicon, libri quatuor. Quibus accesserunt similis argumenti [...] Index rerum & fabularum in his omnibus scitu dignarum copiosissimus. Apud Joan. Hervagium, Basel 1535 (Digitalisat)
Weitere
- Jean-Yves Boriaud (Hrsg.): Hygin: Fables. Les Belles Lettres, Paris 1997, ISBN 2-251-01403-9 (kritische Ausgabe mit französischer Übersetzung; Rezension: Marc Huys: Review: Hygin. Fables; texte établi et traduit par Jean-Yves Boriaud. In: Mnemosyne. Band 53, 2000, S. 615–620).
- Peter Kenneth Marshall (Hrsg.): Hygini fabulae. 2. Auflage. Saur, München/Leipzig 2002, ISBN 3-598-71237-5 (kritische Ausgabe).
- Herbert Jennings Rose (Hrsg.): Hygini fabulae. 3., unveränderte Auflage. Sijthoff, Leiden 1967 (1. Auflage 1933; kritische Ausgabe).
- Stephen M. Trzaskoma, R. Scott Smith: Apollodorus’ Library and Hyginus’ Fabulae. Two Handbooks of Greek Mythology. Hackektt, Indianapolis 2007, ISBN 978-0-87220-821-6, S. 95–182 (kommentierte englische Übersetzung).
- Franz-Peter Waiblinger (Hrsg.): Hyginus: Fabulae. Sagen der Antike. Deutscher Taschenbuch Verlag, München 1996, ISBN 3-423-09350-1 (unkritische Ausgabe mit deutscher Übersetzung).